# Här har du ditt liv!
För filmen, se Här har du ditt liv
Här har du ditt liv! är en roman av Eyvind Johnson utgiven 1935. Det är den andra boken i den självbiografiska romansviten Romanen om Olof.

## Handling
Olof är femton år och har fått plats på ett sågverk. Han sliter hårt för sin på ytan humane arbetsgivare och är ibland nära att ge upp. Men fritiden fyller han med läsning och självstudier i olika ämnen vilket skapar grunden för frigörelsen från ursprungsmiljön och drömmar om framtiden.